# Jo Jorgensen
Jo Jorgensen (ur. 1 maja 1957 w Libertyville) – amerykańska działaczka wolnościowa, starsza wykładowczyni psychologii na Clemson University. Kandydatka Partii Libertariańskiej na prezydenta Stanów Zjednoczonych w wyborach w 2020 roku.

## Życiorys

### Wykształcenie i kariera zawodowa
Urodziła się w Libertyville w stanie Illinois, a wychowała w Grayslake. Jej dziadkowie byli duńskimi imigrantami. Edukacje na szczeblu średnim ukończyła w Grayslake Central High School. W 1979 roku skończyła Baylor University z tytułem licencjata psychologii, a następnie Southern Methodist University z tytułem MBA magistra administracji w 1980 roku. Następnie zatrudniła się jako przedstawiciel ds. marketingu w IBM. Po pewnym czasie została partnerem w firmie powielającej oprogramowanie, co umożliwiło jej spokojne wychowanie dzieci. Wkrótce przejęła funkcję prezesa i stała się jedynym właścicielem przedsiębiorstwa. W 2002 roku otrzymała tytuł doktora psychologii przemysłowej na Clemson University, gdzie od 2006 roku wykłada na pełny etat. Oprócz tego od 2002 roku prowadzi firmę konsultingową, do dzisiaj kontynuuje współpracę z wybranymi klientami.

### Kariera polityczna
Oficjalnie wstąpiła do Partii Libertariańskiej w 1983 roku, pełniła funkcję przewodniczącego partii w hrabstwie Greenville, wiceprzewodniczącego i krajowego dyrektora marketingu.
W 1992 roku brała udział w wyborach do Izby Reprezentantów z 4 Okręgu Kongresowego Karoliny Południowej. Zajęła 3 miejsce z poparciem 2,2% – 4286 głosów.
W 1996 roku została nominowana przez Partię Libertariańską na kandydata na wiceprezydenta USA. Ubiegającym się o prezydenturę został Harry Brown. Duet otrzymał 485 759 głosów.
W 2020 roku została kandydatem Partii Libertariańskiej na Prezydenta Stanów Zjednoczonych. Na kandydata na wiceprezydenta desygnowano Spike’a Cohena.

## Poglądy polityczne

### Polityka zagraniczna
Jest zwolenniczką polityki neutralności, chce przekształcić USA w „jedną gigantyczną Szwajcarię: uzbrojoną i neutralną”. Deklaruje chęć pozostania, lecz zmniejszonego zaangażowania w ONZ. Postuluje chęć wyprowadzenia Stanów Zjednoczonych z NATO. Jest zwolenniczką uznania Jerozolimy za stolicę Izraela. Chce zlikwidować NSA i zakończyć zaangażowanie USA w konflikty zbrojne. Pragnie pozostawić podróże kosmiczne prywatnym firmom.

### Opieka zdrowotna
Jorgensen deklaruje, że można obniżyć koszty opieki zdrowotnej umożliwiając rzeczywistą konkurencje cenową oraz znacznie zmniejszając formalności rządowe i ubezpieczeniowe. Jest przeciwniczką rządowej regulacji cen leków oraz polityki epidemicznej stay-at-home. Uważa, że rząd nie powinien być zaangażowany w opiekę zdrowotną. Jest zwolenniczką zniesienia prohibicji narkotykowej i amnestii przestępców narkotykowych.

### Edukacja
Chce zlikwidować Departament Edukacji i zdecentralizować usługi edukacyjne na poziom stanów.

### Wydatki i dług rządu
Głosi, że zablokuje ustawy prowadzące do deficytu i wzrostu pułapu zadłużenia. Chce dać każdemu sekretarzowi gabinetu konkretny cel redukcji wydatków.
Chce znieść Bank Rezerwy Federalnej (Fed) i powrócić do standardu złota.

### Wymiar sprawiedliwości
Deklaruje chęć ułaskawiania osób skazanych za przestępstwa bez ofiar. Jest przeciwniczką kary śmierci i uważa, że policjanci powinni nosić kamery rejestrujące ich działania. Nie popiera polityki antymonopolowej, jest przeciwniczką obowiązkowych parytetów płciowych w prywatnych przedsiębiorstwach.

### Podatki
Chce redukować wydatki celem obniżenia podatków. Żąda likwidacji podatku dochodowego, podatku od zysków kapitałowych i podatku od nieruchomości.

### Handel międzynarodowy
Pragnie znosić bariery i taryfy handlowe.

### Polityka środowiskowa
Chce usuwać bariery rządowe utrudniające budowy elektrowni atomowych oraz słonecznych. Jest przeciwniczką rządowych działań zapobiegających globalnemu ociepleniu oraz rządowego zakazu szczelinowania hydraulicznego celem wydobycia zasobów ropy naftowej i gazu ziemnego. Postuluje zakończenie wszystkich ulg podatkowych i dotacji dla sektora energetycznego.

### Kwestie społeczne
Jest w kwestii aborcji pro-choice, chce znieść państwowe małżeństwa na rzecz umów cywilnoprawnych oraz dopuszcza możliwość adopcji dzieci przez pary homoseksualne (jeśli spełnią wymogi stawiane parom heteroseksualnym).

### Prawo do broni
Jest przeciwniczką jakichkolwiek ograniczeń dotyczących pokojowych właścicieli broni. Uważa, że prawo do posiadania własności i do samoobrony jest naturalnym prawem człowieka. Chce znieść ATF.

### Imigracja
Jorgensen chce zwiększyć liczbę imigrantów wpuszczanych do USA. Jest zwolenniczką przyjęcia uchodźców z Syrii po „zakrojonych kontrolach przeszłości i ciągłym monitorowaniu, aby upewnić się, że nie mają powiązań terrorystycznych”. Sprzeciwia się selekcji wpuszczanych imigrantów ze względu na religię i budowie muru na południowej granicy.

## Życie osobiste
Jorgensen jest w związku małżeńskim oraz posiada dwójkę dorosłych córek. Jej hobby jest granie w hokeja, z powodu tej pasji miała dwie operacje nosa. Kibicuje Chicago Blackhawks.